# Myrmecocichla arnotti
Myrmecocichla arnotti é uma espécie de ave da família Muscicapidae.
Pode ser encontrada nos seguintes países: Angola, Botswana, Burundi, República Democrática do Congo, Malawi, Moçambique, Namíbia, Ruanda, África do Sul, Tanzânia, Uganda, Zâmbia e Zimbabwe.
Os seus habitats naturais são: florestas secas tropicais ou subtropicais .